# Tears of Pearls
Tears of Pearls è un singolo del gruppo musicale Savage Garden, pubblicato nel 1999 ed estratto dal loro eponimo album Savage Garden.

## Tracce
- CD

1. Tears of Pearls – 3:48
2. Love Can Move You – 4:45

- Maxi CD

1. Tears of Pearls – 3:48
2. Santa Monica (Live at the Hard Rock Cafe) – 3:41
3. Love Can Move You – 4:45

## Formazione
- Darren Hayes
- Daniel Jones